# 2010 (EP)
2010 è il primo EP del gruppo musicale statunitense State Champs, autoprodotto e pubblicato il 27 luglio 2010. Le tracce saranno rifatte e contenute nell'EP successivo Apparently, I'm Nothing.

## Tracce
1. The Record – 3:04
2. Shades Of Gray – 3:16
3. Rooftops – 2:32
4. Small Talk – 4:22
5. Stick Around – 3:42

Durata totale: 16:56

## Formazione
- Derek DiScanio – voce
- Tyler Szalkowski – chitarra, cori
- William Goodermote – basso
- Dave Fogarty – chitarra
- Matt Croteau – batteria